# 謁只里
谒只里（1240年—1282年），元朝官员，女真人。
谒只里的祖父昔宝味也不干是金朝进士。谒只里初事忽必烈潜邸。中统初年，命参议陕西行枢密院事，以商挺辅助他。后为行省断事官。复入宿卫。平定李璮之乱后，朝议选宿卫之士监汉军，谒只里佩虎符，在毗阳监军。
至元七年（1270年），命为军前监战，领军围襄阳，攻樊城，刘国杰、李庭都在他麾下。至元十一年（1274年），跟随丞相伯颜在郢州大败宋兵。为解决军粮，谒只里西攻江陵龙湾堡，取粟万石。大兵东下。在阳罗堡击败宋将夏贵，获战船百余。伯颜奏上其功，加定远大将军。
至元十二年（1275年），攻常州，造云梯绳桥登城，取胜。于是攻克安吉诸州。至元十三年（1276年），宋恭帝出降，伯颜命谒只里监守宋宫，号令严肃。入朝，转任昭勇大将军。官至，拜浙东宣慰使，镇守绍兴。至元十九年卒（1282年），年四十二岁。其子亦老溫，襲為萬戶，官至江東廉訪使；脫脫，官至淮東宣慰使。

## 延伸阅读
[在维基数据编辑]
 《元史·卷154》，出自宋濂《元史》
 《新元史/卷161》，出自柯劭忞《新元史》